# Leovigildo
Leovigildo (chiamato anche Liuvigild, Leuvigild, Leoviglild, Leogild; 525 circa – Toledo, 586) fu re dei Visigoti dal 569 fino alla sua morte. Nel 569 era stato associato al trono dal fratello Liuva I, che governava la Gotia e la provincia Tarraconense, mentre Leovigildo governava gran parte della penisola iberica; per questo La Chronica Regum Visigothorum registra che Liuva I regnò per un solo anno (Liuva regnavit annum I), dal 568 al 569 e Leovigildo per 18 anni (Liuvigildus regnavit annos XVIII), dal 569 al 586.

## Origine
Secondo lo storico Rafael Altamira y Crevea Leovigildo e Liuva I erano fratelli del loro predecessore, il re dei visigoti Atanagildo, quindi di nobile famiglia visigota della città di Siviglia, nella Betica, di cui non si conoscono gli ascendenti.
Il Diccionario biográfico español, Real Academia de la Historia, sostiene che Leovigildo discendeva da una famiglia di origine ostrogota, presumendo che il padre fosse il generale ostrogoto, Liuvirit, che, negli anni tra il 523 ed il 526, operò tra la Gotia e la penisola iberica, imparentato con nobili famiglie visigote, molto potenti in Settimania. Era quindi fratello del suo predecessore, il re dei visigoti Liuva I.

## Biografia

Il regno di Leovigildo e la Provincia di Hispania (bizantina); fra parentesi gli anni di conquista del territorio

Dopo la morte, nel 568, del re dei Visigoti Atanagildo, secondo il vescovo Isidoro di Siviglia, dopo cinque mesi di regno vacante, nella primavera del 568 venne eletto re Liuva, come riportano lo storico Giovanni di Biclaro nella sua Iohannis Abbatis Biclarensis Chronica e anche Isidoro di Siviglia. 
Il Diccionario biográfico español, Real Academia de la Historia riporta che nel 569 i re dei Franchi di Austrasia, Sigeberto I e di Burgundia Gontrano, invasero la Settimania e posero l'assedio ad Arles, che fu attaccata e presa da Gontrano. Liuva I allora decise di rimanere in Settimania, per poterla difendere meglio, e governò anche, a sud dei Pirenei, la provincia Tarraconense mentre le altre province Cartaginense, Lusitania e parte della Betica le affidò al fratello Leovigildo, dopo averlo associato al trono, come conferma anche Isidoro di Siviglia.
Anche il vescovo Gregorio di Tours, riporta che un anno dopo la sua elezione Liuva I associò al regno il fratello minore Leovigildo.
Leovigildo, arrivato nella capitale Toledo, sposò Gosvinta, la vedova di Atanagildo, e ottenne l'appoggio dei Balti. È possibile che Leovigildo agisse di propria iniziativa, impadronendosi così del potere, ma potrebbe avere concordato la mossa con il fratello, come sostiene la Hispania tardoantigua y visigoda: i due, infatti, avevano suddiviso il governo territoriale dei Visigoti in modo tale che Leovigildo sovrintendesse alla parte iberica, mentre Liuva si occupava oltre che del resto del territorio al di là dei Pirenei, la Settimania e la provincia Tarraconense. 
Leovigildo riuscì a mantenere unito il regno nella penisola iberica, come conferma anche Fontaine Jacques nel suo scritto Isidoro de Sevilla: El hermano menor de un gran hermano mayor, contenendo gli attacchi dei Bizantini, mentre nel nord subì gli attacchi dei Vasconi dei Paesi Baschi, dei Cantabrici e degli Asturiani; infatti, secondo Giovanni di Biclaro, cronista vissuto in quel periodo, asserì che la Hispania Ulterior non era nelle mani dei Visigoti, ma il sud era bizantino, mentre il nord (città quali Oviedo, León, Palencia, Zamora, Ciudad Rodrigo, eccetera) era indipendente, governato da principi e governatori appartenenti alla nobiltà ispano-romana. 
Leovigildo intraprese una serie di campagne militari che lo portò ad attaccare il re suebo Teodemaro e le regioni indipendenti del nord ovest; conquistò Palencia, Zamora e León, ma non Astorga che gli resistette tenacemente. Nel 570 attaccò le province Bizantine, occupando in due anni il distretto di Malaga, Medina-Sidonia e Cordova. Nel 573, mentre Leovigildo stava preparando un attacco agli Svevi, che sotto la guida del loro re Miro, stavano avanzando in territorio Bizantino, Liuva I morì lasciandolo come unico regnante dei Visigoti, come riportano sia Isidoro di Siviglia, che Gregorio di Tours e Giovanni di Biclaro.
Nominati i suoi due figli, Ermenegildo e Recaredo, duchi di Narbona e Toledo, avanzò verso gli Svevi e, occupando la valle del fiume Sabor, nella provincia di Zamora e la provincia di Braganza arrivò al confine del regno suebo di Galizia. Nel frattempo, nel corso del 574, dovette fronteggiare diverse sedizioni di aristocratici, in Cantabria, nelle Asturie, e a Toledo riportò delle vittorie seguite da terribili punizioni, come riportano sia Giovanni di Biclaroche Isidoro di Siviglia.

Leovigildo attaccò il regno dei Suebi e il re dei Suebi di Gallaecia, Miro, dopo avere perso Ourense e tutto il sud est, con le città di Porto e Braga sotto assedio, si sottomise e chiese la pace (578), ottenendo una breve tregua, come conferma anche Giovanni di Biclaro. Leovigildo, sebbene in costante conflitto con i Bizantini, ne imitò il metodo di amministrazione del territorio e il cerimoniale, arrivando addirittura a ispirarsi al suo sistema di conio. Leovigildo riformò la legge dei Visigoti, modificando le leggi di Eurico e creò la possibilità di una successione pacifica al trono facendosi coadiuvare alla reggenza dai suoi due figli Ermenegildo e Recaredo. In onore di quest'ultimo aveva fondato la città di Reccopolis; anche Isidoro di Siviglia riferisce della fondazione della città.

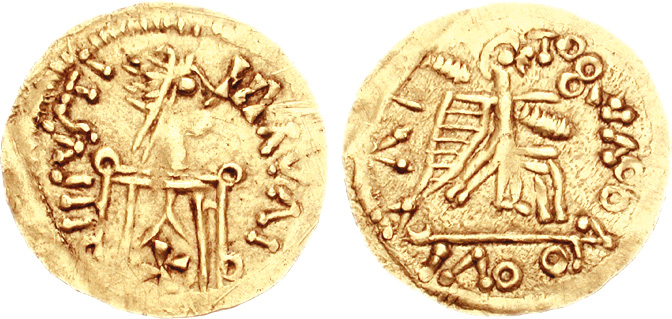
Moneta di Leovigildo.

Il più anziano dei due fratelli, Ermenegildo, si era unito in matrimonio con una principessa franca, fervente cattolica, Ingonda, figlia del re Sigeberto I, sovrano d'Austrasia e di Brunilde, figlia del re Atanagildo, nel 574, secondo il Herimanni Augiensis Chronicon, nel 579, secondo Giovanni di Biclaro. La seconda moglie di Leovigildo, Gosvinda, fervente ariana, che era stata la moglie di Atanagildo, era la mamma di Brunilde e quindi la nonna di Ingonda, cercò di convincere la nipote a convertirsi all'arianesimo, anche con le minacce e infine con la violenza. Per evitare che la situazione precipitasse e non avere problemi con i Franchi Leovigildo, nel 579, mandò il figlio Ermenegildo a governare Siviglia, una delle province della frontiera con i bizantini; Ermenegildo, per le pressioni della moglie Ingonda ma anche per influsso del vescovo di Siviglia, Leandro, si convertì al Cattolicesimo e intorno a lui si coagulò la protesta cattolica, che durante il governo di Leovigildo aveva dovuto subire anche dei periodi di persecuzioni (della persecuzione dei cattolici ne parla anche Isidoro di Siviglia). La notizia della conversione rinfocolò il malcontento ispano-romano della Betica, che si ribellò; i rivoltosi proclamarono re Ermenegildo, che accettò, probabilmente con l'appoggio dei vescovi cattolici, ma le gerarchie ecclesiastiche (Gregorio di Tours, Giovanni di Biclaro, e Isidoro di Siviglia) ufficialmente condannarono la rivolta e definirono Ermenegildo un usurpatore. Leovigildo reagì con prudenza, mandando ambasciatori al figlio perché si sottomettesse e dando ordine alle sue truppe di non attaccare, ma eventualmente solo di difendersi, se attaccate dagli insorti. Ermenegildo però non cedette, anzi chiese l'aiuto di Svevi e Bizantini.
Anche Isidoro di Siviglia, Giovanni di Biclaro ed il Herimanni Augiensis Chronicon riportano la ribellione di Ermenegildo.
Nel 580 Leovigildo convocò, a Toledo, un sinodo di vescovi ariani che sancì che per aderire all'arianesimo bastava l'imposizione delle mani e non un secondo battesimo, allo scopo di ridurre sempre più le differenze fra cattolici e ariani. 
Nel frattempo Ermenegildo si era rafforzato, avendo ottenuto il favore anche di Mérida e Caceres, e aveva per due volte sconfitto le truppe lealiste.
Nel frattempo (580) i Baschi, influenzati dalla rivolta della provincia della Betica, si erano ribellati e, nel 581, Leovigildo li attaccò personalmente, li batté e fondò una città, Victoriacum. Poi nel 582 raccolse un potente esercito che, appena pronto, si mise in marcia, conquistando Caceres e Mérida, e nel 583 marciò contro la Betica, dopo avere comprato, con 30000 monete d'oro, la neutralità dei cattolici Bizantini; pose l'assedio a Siviglia e andò incontro al re dei Suebi Miro, che veniva in aiuto a Siviglia, sconfiggendolo e costringendolo a rientrare nei suoi domini. Ermenegildo, che aveva lasciato Siviglia per cercare aiuto inutilmente dai Bizantini si rifugiò a Cordoba dove, nel 584, venne catturato e dopo essersi prostrato ai piedi del padre, fu esiliato a Valencia, poi fu trasferito a Tarragona, dove venne assassinato il 13 aprile 585, in circostanze poco chiare dal duca Sigeberto, secondo la voce popolare, per ordine di suo padre.
La sconfitta e la morte di Ermenegildo sono riportate anche da Isidoro di Siviglia, Giovanni di Biclaro ed il Herimanni Augiensis Chronicon. Il vescovo di Siviglia, Leandro fu costretto all'esilio, in Mauretania. Ermenegildo venne in seguito canonizzato dal papa Sisto V su richiesta del sovrano iberico Filippo II il Cattolico. 
Approfittando della usurpazione della corona sveva, fatta da Andeca, che nel 584 si era proclamato re dei Suebi della Galizia, avendo detronizzato Eborico che aveva siglato un trattato con lui, Leovigildo, dichiarata guerra ad Andeca, invase immediatamente il territorio suebo e, secondo quanto afferma il cronista Isidoro di Siviglia, «con la massima rapidità», sconfisse in due sole battaglie, a Portucale e a Bracara l'esercito dell'ultimo sovrano suebo, Andeca, e annesse il regno svevo di Galizia, che, nel 585, divenne una provincia del regno visigoto.
L'ultimo anno di regno di questo sovrano venne tormentato dal conflitto aperto con i Franchi, che avevano preso a pretesto l'assassinio di Ermenegildo lungo i confini settentrionali del territorio visigoto. 
Tuttavia quello di Leovigildo fu uno dei periodi di governo più saldi della storia dei Visigoti in Spagna, grazie anche all'ampliamento e all'abbellimento della nuova capitale, Toledo, da cui spesso si indica il regno iberico dei Visigoti come regno di Toledo.
Alla sua morte, nel 586, Leovigildo stava preparando l'attacco agli ultimi due distretti bizantini, mentre il figlio Recaredo stava combattendo i Franchi in Settimania; morì di morte naturale come ne riportano Isidoro di Siviglia, Giovanni di Biclaro e il Chronicon Albeldense, mentre il Herimanni Augiensis Chronicon, riporta che morì nel 587. 
Sul trono gli succedette il figlio minore Recaredo, che nel 589 si convertì al Cattolicesimo eleggendolo a religione di Stato. 
Il Chronica Regum Visigotthorum cita Leovigildo, confermando che fu re per diciotto anni (Liuvigildus regnavit annos XVIII); il Chronicon Albeldense conferma che Leovigildo regnò diciotto anni, sia in Gallia che in Spagna perseguitò i cattolici, parteggiando per la chiesa Ariana, sconfisse i Suebi e conquistò la Gallaecia e morì di morte naturale a Toledo.

## Matrimoni e discendenza
Leovigildo, in prime nozze, aveva sposato Teodosia, che secondo lo storico Salazar y Castro, nel suo Historia Genealógica de la Casa de Lara, Volume 1 era la figlia di Seberiano, governatore bizantino della provincia Cartaginense e della moglie, Teodora (Teodosia, hija de Seberiano Duque de Cartagena y de Teodora); nel 569 o prima era stata ripudiata, come ci conferma Giovanni di Bicaro (amissa coniuge), oppure morta secondo Gregorio di Tours (uxore mortua).
Leovigildo da Teodosia ebbe due figli:
- Ermenegildo[15] (?-585), re usurpatore dei Visigoti dal 579 al 584, martirizzato nel 585, beatificato e santificato
- Recaredo I[15] (?-601), re dei Visigoti dal 586 al 601.

Nel 569, Leovigildo aveva sposato, in seconde nozze, Gasvinda, la vedova del suo predecessore, Atanagildo.
Leovigildo da Gasvinda non ebbe figli.

### Fonti primarie
- (LA)  Chronica Regum Visigotthorum, España Sagrada Tomo II.
- (LA)  Isidori Historia Gothorum, Wandalorum, Sueborum, De origine Gothorum.
- (LA)  Anastasii abbatis opera omnia.
- (LA)  Monumenta Germaniae Historica, Auctorum antiquissimorum, tomus XI, Iohannis Abbatis Biclarensis Chronica.
- (LA)  Monumenta Germaniae Historica, Scriptores (in Folio) (SS), tomus 5, Herimanni Augiensis Chronicon.
- (LA)  "Saint+Gregory+(Bishop+of+Tours)"&printsec=frontcover Historia Francorum.

### Letteratura storiografica
- Rafael Altamira, La Spagna sotto i Visigoti, in Storia del mondo medievale, vol. I, 1999,  pp. 743-779.
- L.M. Hartmann e W.H. Hutton, L'Italia e l'Africa imperiali: amministrazione. Gregorio Magno, in Storia del mondo medievale, vol. I, 1999,  pp. 810-853.
- (ES)  Fontaine Jacques, Isidoro de Sevilla: El hermano menor de un gran hermano mayor
- (ES)  #ES Historia Genealógica de la Casa de Lara
- (ES)  #ES Hispania tardoantigua y visigoda